# Cheick Souleymane Sidibé
Pour les articles homonymes, voir Sidibé.
Cheick Souleymane Sidibé, né en Haute-Guinée, est un érudit, prédicateur islamique et ambassadeur de la paix en Guinée.
Depuis 2015, il est ambassadeur de la paix de l'Organisation des Nations unies pour l'éducation, la science et la culture.

## Biographie
Cheick Souleymane, né à Diansoumana connu sous le nom de Diansoumana Karaoké ou karamo solo, fils de Diankaran Karamoké.
Fondateur de l'association Nourdine Islam en 2009, dont l'objectif est de promouvoir l'islam et de contribuer au développement social durable en Afrique, Asie, Europe et d'Amérique.
En 2015, il est l'invité de l'Organisation des Nations unies pour l'éducation, la science et la culture qui l'élève au grade d'ambassadeur de la paix
En 2016, lors d'une tournée d'un mois au Mali, il prêche l'islam et fait abandonner de milliers de personnes le fétichisme.
Cheick Souleymane, est connu pour ses actions caritatives et son engagement sociale. Organisant de nombreuses rencontres de prières et bénédictions, il milite également en faveur de la paix et de la cohésion sociale, appelant régulièrement les acteurs politiques et les citoyens à cultiver la tolérance et le vivre-ensemble.

## Vie privée
Elhadj Cheick Souleymane Sidibé est le fils d'Elhadj Ansoumane Sidibé, un dignitaire de la région de kankan

## Prix et reconnaissances
- En 2015, élevé au grade d'ambassadeur de la paix en Afrique de l'ouest, en reconnaissance de son travail pour la promotion de la paix et de la culture par l'UNESCO aux États-Unis[9].